# Микулино (Татарстан)
 Микулино — село в Азнакаевском районе Татарстана. Административный центр Микулинского сельского поселения.

## География
Находится в юго-восточной части Татарстана на расстоянии приблизительно 24 км на юго-запад по прямой от районного центра города Азнакаево у речки Ямашка.

## История
Основано в середине XIX века переселенцами из Черниговской губернии. Упоминалось также как Лизуновка, Нижнее Микулино. В начале XX века действовали 2 церкви и земская школа.

## Население
Постоянных жителей было: в 1889—298, в 1910—303, в 1920—417, в 1926—446, в 1938—572, в 1949—415, в 1958—430, в 1970—345, в 1979—283, в 1989—339, в 2002 году 453 (русские 54 %, татары 39 %), в 2010 году 379.